# عباهة (المخادر)

تعديل مصدري - تعديل

عباهة محلة تابعة لقرية العقيرة، التابعة لعزلة بني سرحة بمديرية المخادر إحدى مديريات محافظة إب في الجمهورية اليمنية، بلغ تعداد سكانها 20 حسب تعداد اليمن لعام 2004.